# Celerena remutata
Celerena remutata là một loài bướm đêm trong họ Geometridae.